# Schlepptrog
Als Schlepptrog, Schleppkasten oder Schleiftrog bezeichnet man im Bergbau ein hölzernes Fördergefäß, das früher zur Förderung der hereingewonnenen Mineralien verwendet wurde. Der Schlepptrog war ein sehr einfaches Fördermittel, das vom Schlepper durch Schleppen fortbewegt wurde. Haupteinsatzbereich der Schlepptröge waren flözartige Lagerstätten. Beim Gangerzbau wurde die Förderung mit Schlepptrögen nicht durchgeführt.

## Aufbau
Der Schlepptrog wird aus einzelnen Brettern zusammenmontiert. Verwendet wurde dafür in der Regel Eichenholz. An den Längsseiten des Trogkastens wurden hölzerne Schlittenkufen anmontiert. Die Kufen und die Ränder des Schlepptroges wurden mit Bandeisen bewehrt. An beiden Stirnwänden waren eiserne Haken zur Befestigung des Sielzeuges angebracht. Dadurch war es möglich, den Trog in beide Richtungen zu ziehen. Die Größe des Schlepptroges wurde an die örtlichen Gegebenheiten angepasst. Die lichten Abmessungen lagen etwa bei 1,25 Meter Länge, 0,628 Meter Breite und 0,261 Meter Höhe. Der Rauminhalt des Troges lag bei rund 0,2 Kubikmeter, sodass mit einem Schlepptrog mit einer Fuhre zwischen 125 und 150 Kilogramm gefördert werden konnte. Anstelle der Schlepptröge gab es z. B. auch im Saarbrücker Bergrevier sogenannte Rollschlitten, die zusätzlich zu den Kufen kleine Räder hatten. Für schnelle Förderbewegungen wurden die Kufen genutzt, bei schweren Lasten nutzte man die Räder. Allerdings konnten sich diese Rollschlitten nicht durchsetzen. Ein dem Schlepptrog ähnliches Gefäß war der Schlitten, deshalb wurden beide Gefäße auch oftmals verwechselt. Ihr Unterschied lag in den Kufen, denn der Schlitten war im Gegensatz zum Schlepptrog auf separate Kufen gestellt, von denen er abgehoben werden konnte.

## Anwendung
Schlepptröge wurden von den Bergleuten dort eingesetzt, wo sie mit den Hunten oder mit Laufkarren nicht mehr hinkamen. Bei der Anwendung von Schlepptrögen war es in der Regel nicht erforderlich, die Sohle speziell aufzuarbeiten. Wenn die Sohle aber zu uneben war, wurden Bretter auf die Sohle gelegt und die Tröge darüber geschleppt. Die einfachen Entfernungen, die mit dem Schlepptrog gefördert wurden, sollten nicht über 60–70 Lachter liegen. Das gefüllte Gefäß sollte möglichst abwärts geschleppt werden. Die Neigung der Sohle sollte dabei nicht unter 4,5 Gon liegen. Die optimale Streckenneigung liegt zwischen 7,2 bis 13,5 Gon. In Frankreich wurden für die Aufwärts Förderung mit Schlepptrögen Grubenpferde eingesetzt. Die Pferde liefen bergab und der Trog wurde mittels Seil, das über eine Umlenkrolle gelenkt wurde, gezogen.